# Škoda (podnik)

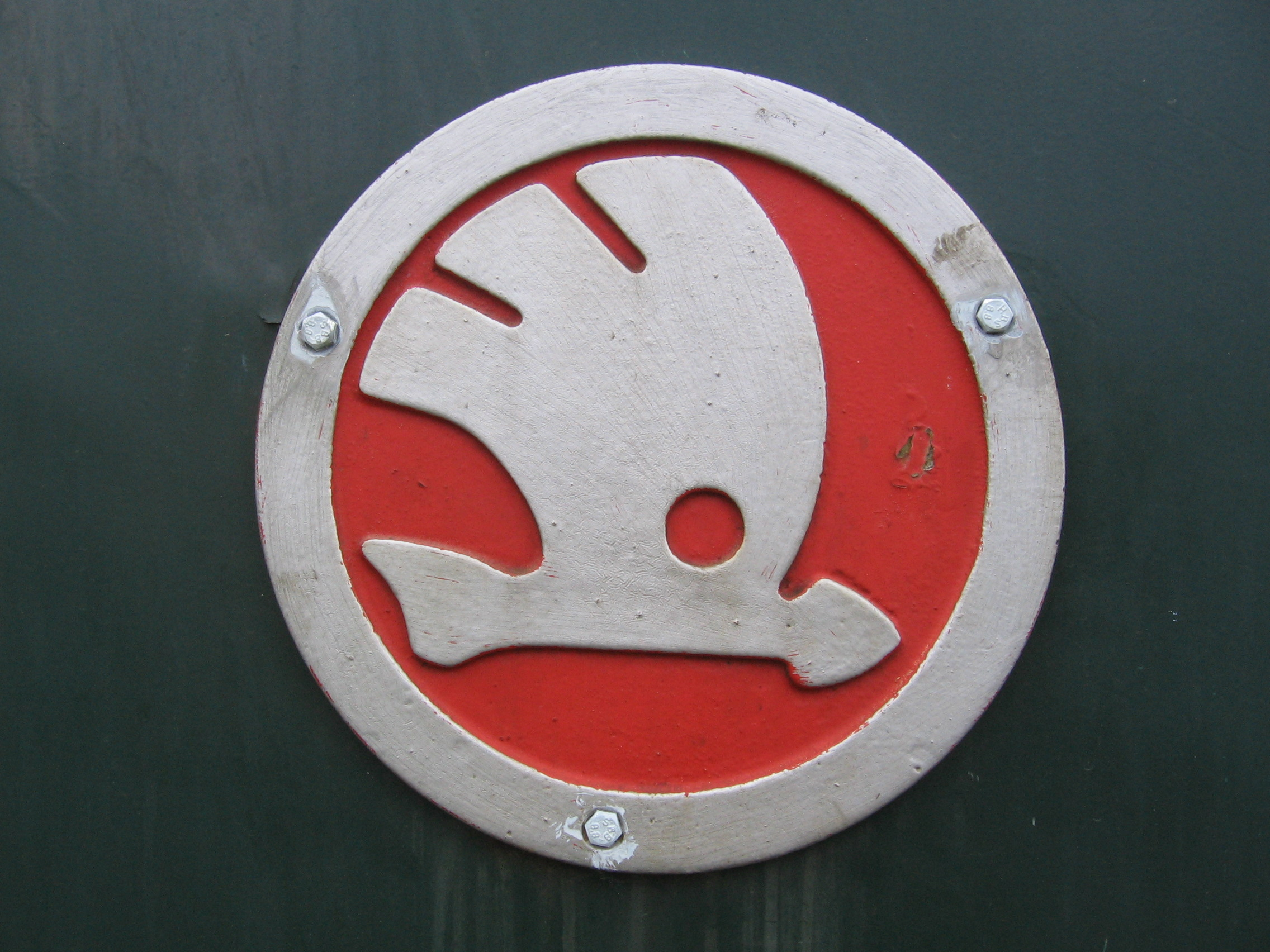
Okřídlený šíp – logo strojírenského podniku Škoda

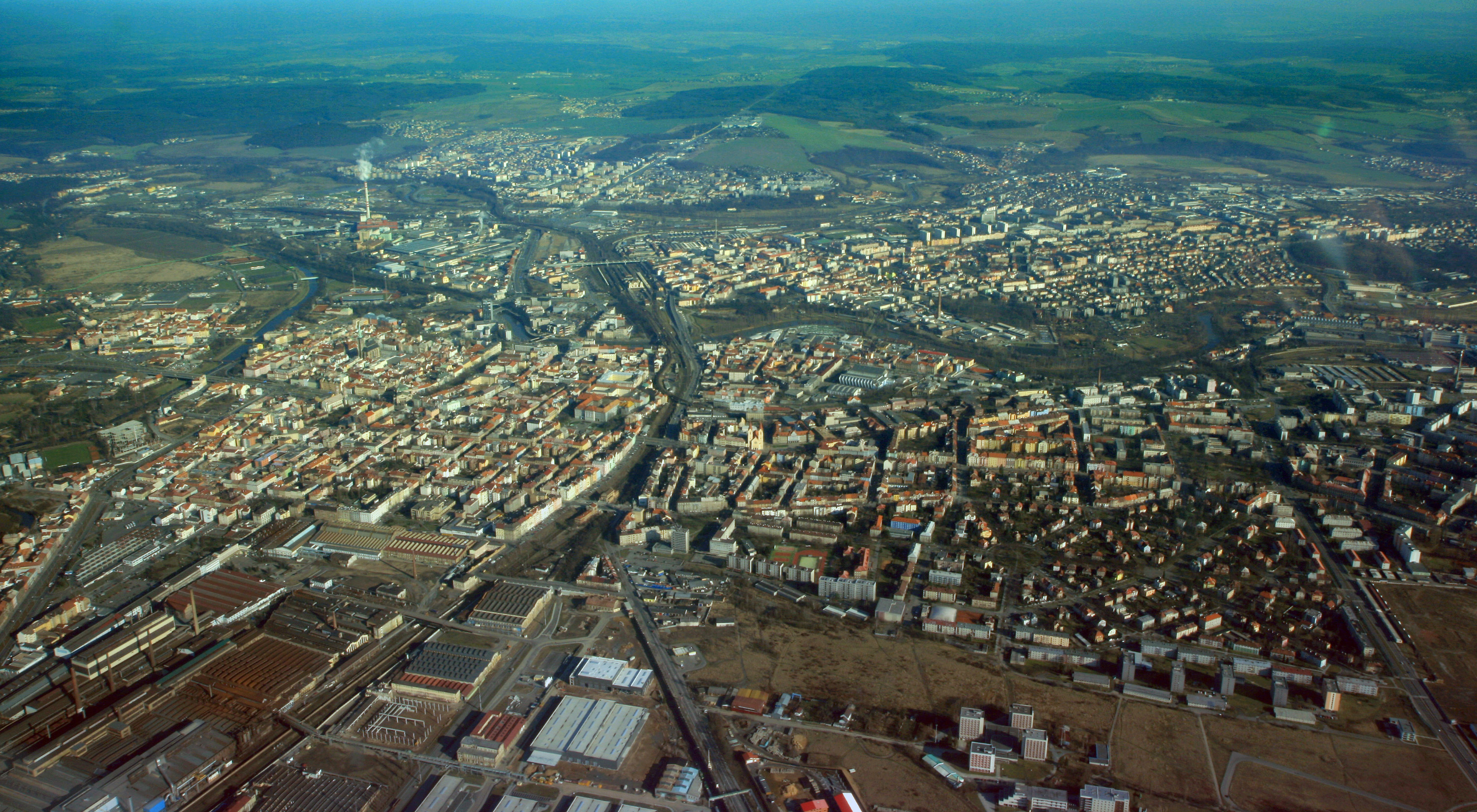
Letecký pohled na Plzeň, Škoda se nachází v levé dolní části obrázku

Škoda byl strojírenský podnik založený v Plzni v roce 1866 Emilem Škodou. Z původní zbrojovky se Škodovy závody rozrostly na úroveň velkého hutního a strojírenského koncernu, který (spolu s koncerny ČKD, Ringhoffer/Tatra aj.) patřil mezi průmyslové pilíře tehdejšího Československa a jednoho z největšího vývozců. 
Na přelomu 20. a 21. století skončil koncern z důvodu špatné hospodářské situace v konkurzu a byl rozdělen a rozprodán. Na tradici původních Škodových závodů dnes navazuje řada samostatných strojírenských podniků, které ve svém názvu nesou jméno Škoda. Za patrně jediného přímého nástupce lze považovat plzeňskou společnost Škoda Transportation, která se zabývá výrobou tramvají a lokomotiv (někdy je označována za „hlavního dědice Škody Plzeň“). Její dceřiná společnost Škoda Vagonka vyrábí další kolejová vozidla, druhá dceřiná společnost Škoda Electric vyrábí trolejbusy a součásti trakčního pohonu včetně elektromotorů. V minulosti různě spřízněnými společnostmi, jež dosud používají název Škoda, jsou např. automobilka Škoda Auto v Mladé Boleslavi, výrobce technologií pro jadernou energetiku Škoda JS v Plzni nebo výrobce turbín a strojů pro energetiku Doosan Škoda Power v Plzni.

## Historie

### Do vzniku republiky

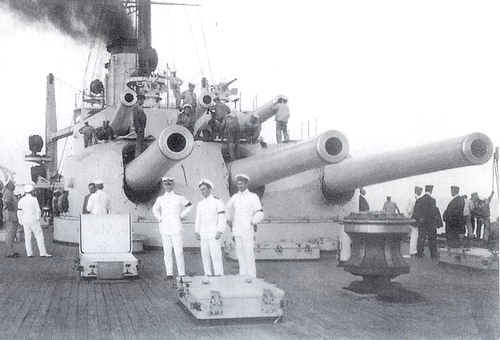
Škodovka například dodala veškerou dělostřeleckou výzbroj pro dreadnoughty rakousko-uherského námořnictva třídy Tegetthoff. Na obrázku jsou hlavní dělové věže SMS Tegetthoff s kanóny ráže 305 mm

Historie firmy Škoda začala roku 1859, kdy hrabě Arnošt František z Waldstein- Wartenbergu založil v Plzni pobočku své slévárny a strojírny. Vyráběla se zde zařízení pro pivovary, cukrovary, doly, parní stroje, kotle, ocelové mostní konstrukce, zařízení pro železnice atd.
Roku 1869 továrnu odkoupil její hlavní inženýr (od roku 1866) Emil Škoda, jehož jméno firma později nesla (jako tzv. Škodovy závody). V roce 1899 se firma transformovala na akciovou společnost pod novým názvem Akciová společnost, dříve Škodovy závody, se sídlem v Plzni. V té době se orientovala především na výrobu zbraní a munice, přičemž se stala největším průmyslovým podnikem Rakousko-Uherska. V roce 1917 došlo v muničce na Bolevci k obrovskému výbuchu, který mimo jiné inspiroval Karla Čapka k napsání románu Krakatit.

### První republika
Po skončení války a vzniku Československa v roce 1918 firma ztratila velkou část odbytišť a hrozil jí reálný krach, od kterého ji zachránil jak kapitálový vstup francouzské zbrojovky Schneider, tak i nalezení nových oborů působnosti v těžkém strojírenství a výrobě dopravní techniky, rozšířila svůj záběr zejména o výrobu lokomotiv, automobilů a celků pro lodě aj., koncem 20. let zaměstnávala v několika závodech a dceřiných společnostech více než 35 000 lidí. 
V roce 1925 zakoupila mladoboleslavskou automobilku Laurin & Klement,, v roce 1929 pražskou leteckou továrnu Avia a zároveň začala industrializovat Slovensko výstavbou mohutného komplexu podzemních továren na zbrojní výrobu ve městě Dubnica nad Váhom. Koncernu patřily i rudné doly, hnědouhelné doly v oblasti Mostecka či elektrárny, a disponoval širokými obchodními vazbami v zahraničí. Stal se tak dokonalým představitelem vertikálně propojeného koncernu, sdružujícího získávání surovin, jejich zpracování, výrobu sofistikovaných produktů, jejich prodej a servis.

### Druhá světová válka
Za druhé světové války byla společnost součástí nacistické vojenské výroby, konkrétně průmyslového gigantu Reichswerke AG für Erzbergbau und Eisenhütten „Hermann Göring“ (přestože RWHG získal jen asi 20 % akcií, chovali se jeho představitelé jako stoprocentní vlastníci). Protože zbrojovka byla cílem spojeneckých bombardérů, nechaly protektorátní úřady vybudovat maketu areálu továrny několik kilometrů od Plzně, aby spojencům poskytly klamný cíl. Na jaře 1945 při opakovaných náletech spojeneckých bombardérů byla plzeňská továrna opakovaně poškozována, nejsilnější nálet v dubnu 1945 pak zničil přes 70 % plzeňského podniku (náletům neušel ani mladoboleslavský podnik, pro ten však byl devastující až nálet Rudé armády 9. května 1945), zatímco dubnická podzemní zbrojovka přestála bez úhony.

### Zestátnění a socialismus

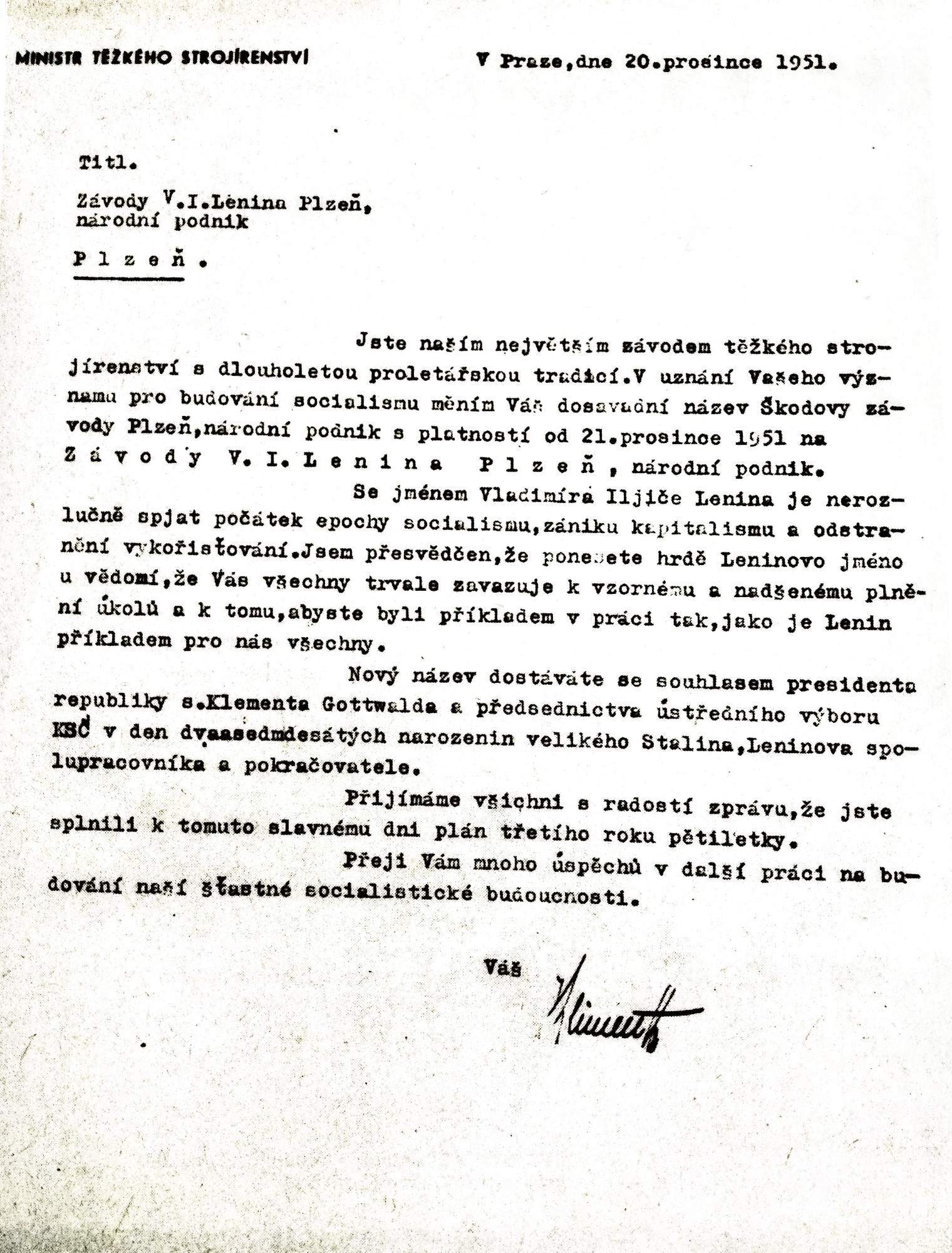
Dopis ministra těžkého strojírenství po přejmenování Škodových závodů na závody V. I. Lenina z 20. prosince 1951

Po válce byl koncern zestátněn a automobilka, zbrojovka i letecká továrna od něj byly odděleny tak, aby se plzeňský podnik (pod který byly postupně začleňovány nebo od něj oddělovány další strojírenské podniky) věnoval zejména těžkému, investičnímu a dopravnímu strojírenství. Protože název Škoda stále odkazoval na zakladatele-šlechtice, rozhodl tehdejší ministr těžkého strojírenství Augustin Kliment o přejmenování podniku s platností od 21. prosince 1951 na Závody V. I. Lenina Plzeň (ZVIL). Protože se však zahraniční zákazníci od výrobků „neznámé“ značky ZVIL začali odvracet, vrátil se podnik ke značce Škoda nejprve v označování výrobků a od 1. července 1965 se název vrátil i samotnému podniku. Název Závody V. I. Lenina se stal „čestným názvem” závodů plzeňské části podniku, protože jeho úplné zrušení a nahrazení původním názvem Škoda by bylo z politických důvodů nemyslitelné. V těchto letech se mohutně rozvíjely dodávky dopravní techniky (elektrické lokomotivy a trolejbusy), strojních a investičních celků (technologie pro cukrovary, lihovary, pivovary, rafinérie, soustružny, kovárny a lisovny), energetiky (kotle, jaderné reaktory, turbíny, generátory, transformátory) a další obory (tabákové stroje, varny). Největší odběratelem byly země RVHP (jenom do Sovětského svazu bylo v období 1957 až 1989 vyvezeno více než 2400 lokomotiv), ale výraznou část exportu tvořily i nesocialistické státy Evropy, Asie, Afriky i Ameriky, a to zejména díky PZO Škodaexport coby dodavateli uvedených investičních celků. Firma pro své zaměstnance a vedení v roce 1979 založila aerolinii Škoda Air.

### Po Sametové revoluci
Dne 31. prosince 1990 vznikla na základě rozhodnutí ministra strojírenství a elektrotechniky ČR akciová společnost Škoda, koncern, Plzeň, do které byl vložen majetek zrušeného státního podniku stejného názvu. V následujících letech proběhla privatizace, v roce 1992 bylo rozhodnuto o využití tzv. „české cesty“ (tzn. privatizace bez spojení se zahraničním partnerem), přičemž minoritním vlastníkem Škody a jejím generálním ředitelem se stal podnikatel Lubomír Soudek. Roku 1994 změnila společnost název na ŠKODA a.s. a pod Soudkovým vedením začala rozšiřovat své výrobní a podnikatelské aktivity, po odtržení od Škodaexportu však musela zřídit vlastní zahraniční zastoupení (nakonec ve 23 zemích po všech světadílech) bez výrazného přínosu. Nevydařila se ani původně slibná investice do závodu na výrobu hliníkových nápojových plechovek v Plzni, která spadla do náhle rozpoutané kampaně proti používání hliníku v potravinářství a velká část odběratelů se obrátila k plechovkám z nerezového plechu. Zakoupené podniky Umformtechnik Erfurt (1994), LIAZ (1995) a Tatra (1996) sice vhodně doplňovaly portfolio koncernu, zmítaly se však ve vlastních finančních problémech a nízkými prodejními objemy nedokázaly vygenerovat zisk. Vnitřní reorganizace koncernu (v tehdejším trendu samostatného hospodaření jednotlivých závodů) přinesla rozdrobení na cca 25 dceřiných společností s ručením omezeným (Škoda Hutě, Škoda Kovárny, Škoda Machinery Tool, Škoda ETD, Škoda JS, atd.) ale nepřinesla žádanou efektivitu a expanze koncernu nakonec přinesla kumulovanou ztrátu cca 13 miliard korun, takže Škodě (i přes zajištěný odbyt v řadě oborů) reálně hrozil bankrot.
Roku 1999 se podařilo uzavřít dohodu s věřitelskými bankami a společnost dočasně stabilizovat. V dubnu 2000 byla v rámci restrukturalizace založena akciová společnost Škoda Holding (IČO 26163632, založena jako Divide et impera a.s.), do které byla převedena většina oborových dceřiných společností. Akcionáři společnosti byli samotná Škoda a.s. (51,6 %), Česká konsolidační agentura 48,36 %, Investiční a poštovní banka (0,02 %) a Revitalizační agentura (0,02 %). Na samotnou Škodu a.s. byl na návrh slovenské firmy FS Consulting a českých firem Levitex a Kastko vyhlášen dne 12. září 2001 konkurs, který měl být ukončen do konce roku 2013. V rámci konkurzu převzala většinu aktiv konkursní podstaty (včetně podílu ve Škoda Holding) společnost HQU International, a.s. (IČO 26502399, později přejmenována na Škoda Holding, a.s. a Škoda Investment, a.s.) za 483 mil. Kč. V rámci konkurzu byli vyplaceni oddělení věřitelé (AB-CREDIT a.s. a Ministerstvo financí České republiky, dohromady 92 mil. Kč), konkursní správci (37 mil. Kč) a ostatní věřitelé (479 mil. Kč). Celkem 1968 ostatních věřitelů získalo 9,2 % ze svých pohledávek, nejvíce pak AB-CREDIT a.s. (184 mil. Kč), Ministerstvo financí (89 mil. Kč) a lichtenštejnská společnost Femer International Trust Reg. (73 mil. Kč). Konkurs byl po splnění rozvrhového usnesení zrušen v listopadu 2015.

### Škoda Holding/Investment
V roce 2003 stát prodal 49% podíl ve Škodě Holding skupině Appian Group za 350 milionů Kč, později ve stejném roce Appian Group koupil zbylých 51 % společnosti od Škoda a.s. v konkursu. Appian Group byla společnost se sídlem v Nizozemsku s nejasnou vlastnickou strukturou. Za komplikovanou vlastnickou strukturou se skrývali privatizátoři Mostecké uhelné Jiří Diviš a Marek Čmejla, manažeři Škody Tomáš Krsek, Michal Korecký a Martin Roman, dále pak právník Josef Brož. Prodej provázela korupce. Vlastníci společnosti Slavia Capital, která radila státu při prodeji státního podílu, dostali "provizi" 30 mil. Kč; 119 mil. Kč dostala česká Marila Invest a.s., skrytě ovládaná mafiány Mrázkem a Pitrem, z toho 73 mil. Kč bylo vybráno v hotovosti a podle Policie sloužilo jako úplatek pro osoby mající rozhodující vliv na rozhodnutí o prodeji státního podílu; dalších 20 mil. Kč skončilo v americké společnosti Unipro Development, spojené např. s nelegální likvidací nebezpečného odpadu na Ukrajině. Nevýhodným prodejem podílu tak stát přišel minimálně o 1 mld. Kč.
Appian zahájil ve společnosti další restrukturalizaci s cílem zaměřit se pouze na dva hlavní výrobní obory – klasickou energetiku a dopravní strojírenství. V roce 2004 společnost prodala ruské společnosti OMZ Škodu JS a Škodu Kovárny a Hutě (dnes Pilsen Steel) za nezveřejněnou částku (údajně přes 1,2 mld Kč). Zároveň Škoda postupně koupila několik společností z oboru dopravy, např. Škodu Electric, maďarský Ganz, české VÚKV, MOVO, ČKD Vagonka (dnes Škoda Vagonka) či Pars nova, mateřskou firmou této skupiny se stala Škoda Transportation. V roce 2006 Škoda Holding (IČO 26163632) zanikl sloučením s HQU International, a.s. (IČO 26502399), která se následně přejmenovala na Škoda Holding. V roce 2009 společnost Škoda Holding (IČO 26502399) prodala za 11,5 mld. Kč 100 % podíl ve své divizi turbín Škoda Power jihokorejské společnosti Doosan Group.V témže roce 2009 měla Škoda Holding aktiva ve výši 27,687 miliard Kč, obrat 18,571 miliard Kč, zisk 12,440 miliard Kč a 4580 zaměstnanců.
V roce 2010 Škoda Holding (IČO 26502399) prodal Škodu Transportation své dceřiné společnosti BTY Czech, a.s (28423518), která se přejmenovala na Škoda Holding, a sám se přejmenoval na Škoda Investment. Škoda Investment zůstala i nadále v rukou Appianu a investovala např. do výstavby fotovoltaických elektráren (např. FVE Tuchlovice), v roce 2011 ji měla koupit Skoda Industry, k tomu ale nedošlo. Škoda Holding (28423518) pak v roce 2011 prodala i Škodu Transportation kyperské společnosti Skoda Industry (Europe), vlastněné vlastníky Appianu. V letech 2007–2012 vyplatila Škoda Holding/Investment Appianu na dividendách přes 32 miliard Kč. V roce 2014 Škoda Investment zůstává vlastníkem FVE Tuchlovice, některých nemovitostí či ochranné známky Škoda. V prosinci 2014 přestal být jejím akcionářem Appian, novými vlastníky se stalo pět kyperských společností.

## Okřídlený šíp
Jednou z nejznámějších českých značek je dlouholeté logo Škody – okřídlený šíp. Symbolizuje rychlost, jeho křídla pokrok a volnost. Oko v křídle poukazuje na přesnost výroby a vnímavost k okolí. Kruh, ve kterém je šíp umístěn, je symbolem jednoty, úplnosti, světa a harmonie. Autorem emblému je František Michl, který jej navrhl podle ideového návrhu sochaře Vojtěcha Šípa v roce 1923 pro firemní soutěž o logo továrny. V letech 1924–1925 měl šíp pět perutí na křídle, od roku 1926 až doposud má pouze tři. Hodnota loga se odhaduje na miliardy korun. Vlastníkem portfolia ochranných známek ŠKODA a OKŘÍDLENÝ ŠÍP a dalších souvisejících práv je společnost ŠKODA INVESTMENT a.s., která koordinuje práva k duševnímu vlastnictví pro uživatele těchto ochranných známek.

## Výrobky v oblasti dopravního strojírenství

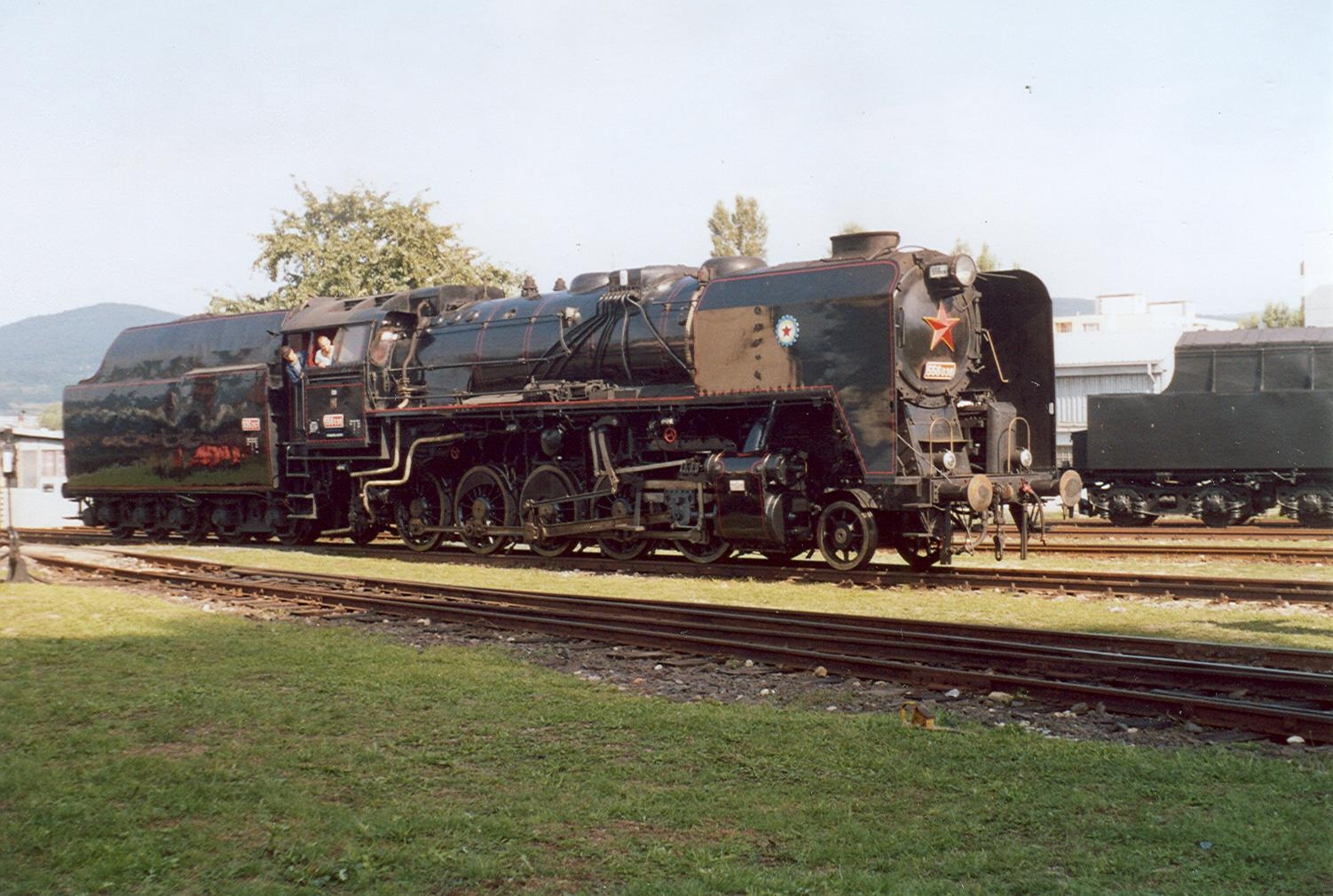
Parní lokomotiva 556.036

### Parní lokomotivy
Výroba parních lokomotiv započala v plzeňské škodovce roku 1920 dodáním stroje 434.1100 tehdejším Československým státním drahám (ČSD). Z dalších typů se jednalo zejména o řady 387.0, 534.0 a 03, 498.0, 498.1 a 556.0.
Pro ČSD, průmysl i export vyrobila Škoda v letech 1920–1958 celkem 3247 parních lokomotiv 68 různých typů, přičemž produkce dalších pěti typů nebyla realizována.

### Elektrické lokomotivy

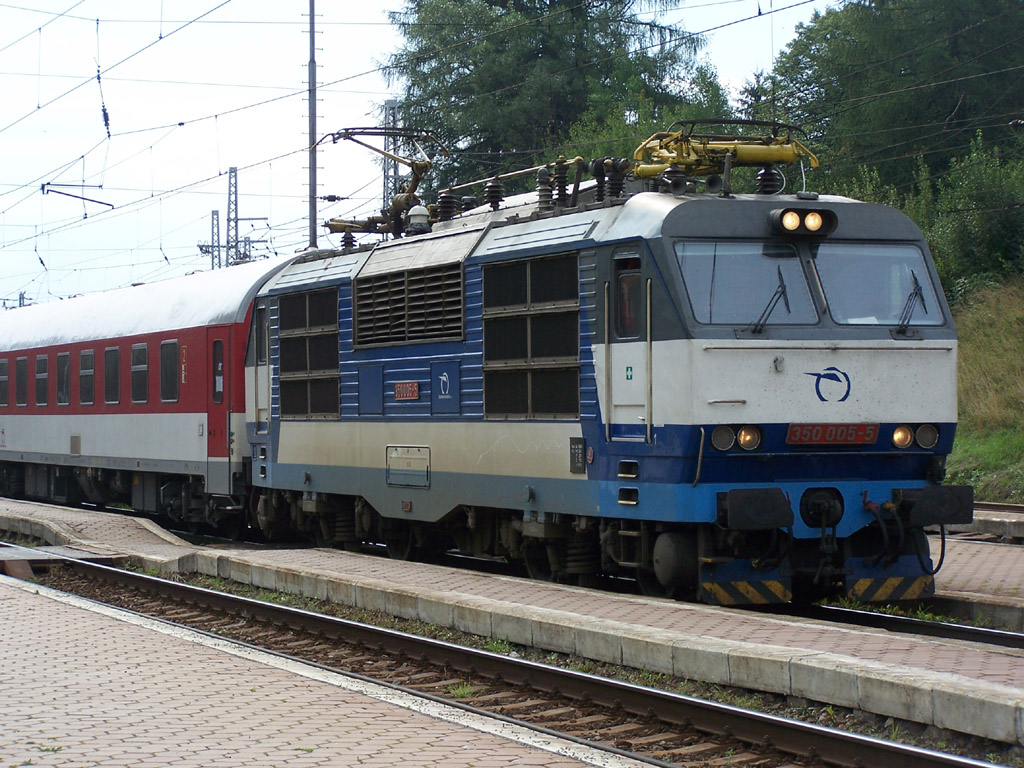
Elektrická lokomotiva 350.005

V souvislosti s elektrifikací pražských spojovacích drah byla jednou z firem, u kterých ČSD objednaly v roce 1925 elektrické lokomotivy i plzeňské Škodovy závody. V roce 1928 byly ČSD dodány lokomotivy dvou řad – posunovací E 424.0 a rychlíková E 466.0. Za první republiky následovala kusová výroba včetně lokomotiv akumulátorových. Rozmach výroby elektrických lokomotiv nastal až v poválečných letech s dodávkami prvních lokomotiv řady E 499.0, na kterou navázaly v následujících desetiletích další typy pro ČSD. Nejnovější generaci představuje typ 109E (řada 380 ČD; prototyp 2008) vyráběný Škodou Transportation.
Velké množství elektrických lokomotiv Škoda bylo exportováno do Bulharska a především do Sovětského svazu.

### Motorové vozy
Od roku 1927 do roku 1943 vyráběla Škoda v Plzni i motorové železniční vozy až na jednu výjimku pro Československé státní dráhy. Nejpočetnější byla řada M 130.1 (113 vozů), známé jsou však i rychlíkové vozy označované jako „modré šípy“, řada M 274.0. V roce 1977 postavila Škoda ještě tři prototypy vozů řady AČ0 pro Sovětský svaz.

### Motorové lokomotivy
Ve 30. a 40. letech 20. století vyrobila Škoda dva typy motorových lokomotiv. V letech 1936 až 1939 je jednalo o tři stroje typu Škoda 1MLo, což byly malé dvounápravové lokomotivy určené pro posun ve vlastních závodech.
Roku 1943 byly vyrobeny dva stroje typu Škoda 2MLo pro tehdejší Českomoravské dráhy, které je označily řadou T 333.0. Jednalo se o třínápravové lokomotivy určené pro lehčí posun. Stroj T 333.001 byl zrušen roku 1957, druhá lokomotiva v roce 1963.

### Turbínová lokomotiva
Na konci 50. let 20. století vyrobila Škoda dvě pokusné turbínové lokomotivy typu 1TLo, které byly u ČSD označeny řadou TL 659.0.

### Elektrické jednotky
Škoda stála na počátku vývoje jednotek řady EM 475.0. Výroba elektrické části sériových jednotek řady EM 475.1 byla předána do MEZ Vsetín.
K výrobě elektrických jednotek se plzeňská Škoda vrátila až po několika desetiletích subdodávkami elektrické výzbroje pro jednotky řady 471 a z nich odvozených typů. V průběhu těchto subdodávek přešel výrobce těchto jednotek – ČKD Vagonka – do vlastnictví Škody a změnil název na Škoda Vagonka. Výroba jednotek RegioPanter probíhá v Plzni, zatímco ostravská Škoda Vagonka figuruje jako subdodavatel hliníkových skříní těchto vozidel.

### Metro
- Souprava metra 81-71M
- Škoda 6Mt
- Souprava metra Slavutyč
- Souprava metra NěVa

### Tramvaje

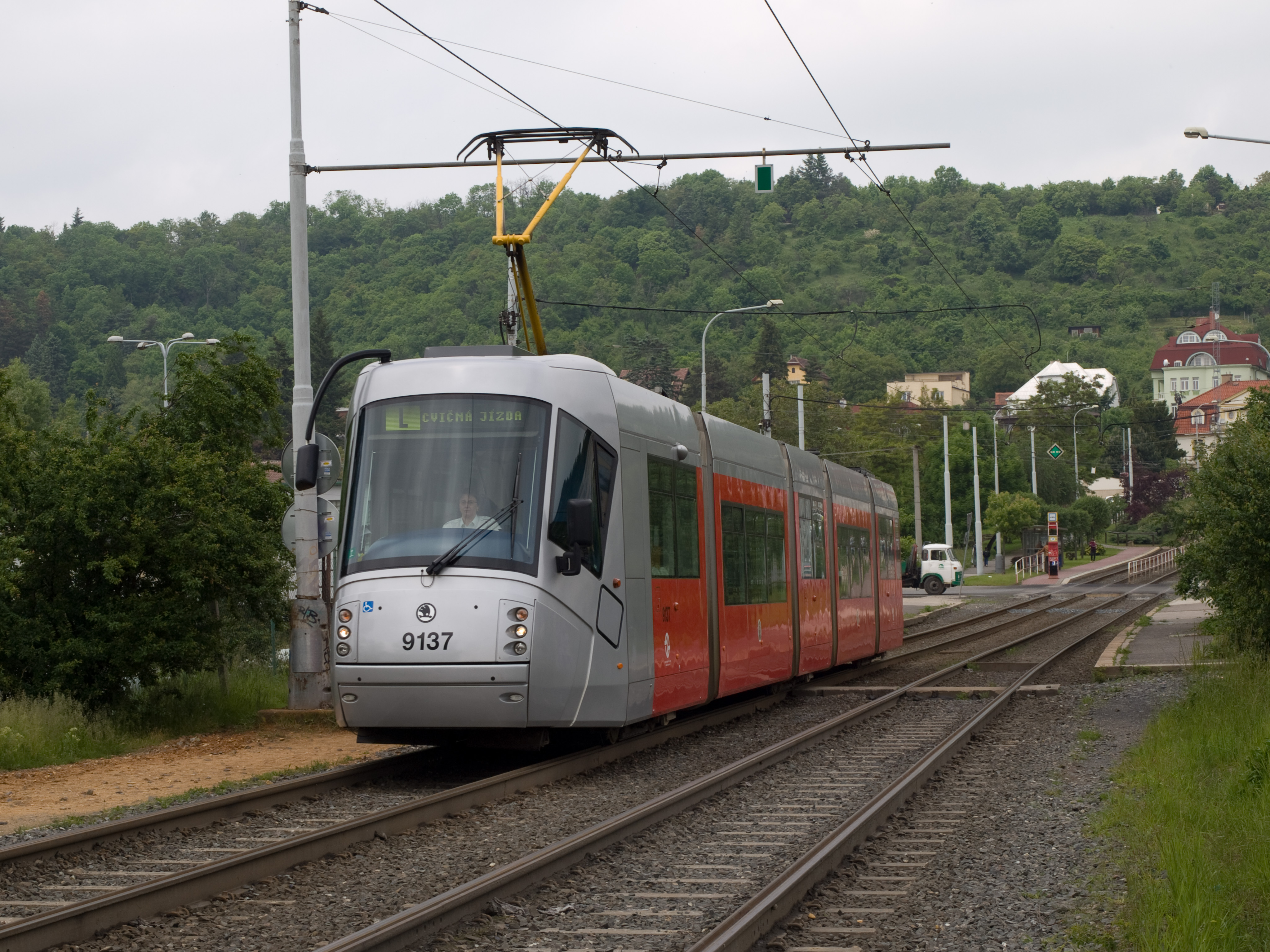
Tramvaj Škoda 14T ev. č. 9137 na trati v Praze-Troji

Společnost Škoda Transportation (do roku 2004 Škoda Dopravní technika) vyrábí od roku 1997 částečně nízkopodlažní tramvaje. Prvním typem byla tříčlánková tramvaj Škoda 03T „Astra“, kterou je v počtu téměř 50 kusů možné potkat v pěti českých tramvajových provozech. Další více či méně úspěšné modely byly odvozeny od „Astry“ – tříčlánkové obousměrné vozy Škoda 10T exportované do USA, pětičlánkový obousměrný typ Škoda 06T pro italské Cagliari nebo tramvaje s designem od firmy Porsche Design Group – Škody 13T (Brno), 14T (Praha), 16T a obousměrná 19T (oba typy pro polskou Vratislav). Nejmodernějším typem je zcela nízkopodlažní tramvaj Škoda 15T „ForCity“ nové koncepce vyráběná pro Prahu a lotyšskou Rigu. Mezi další typy patří tramvaje 26T, 27T, 28T, 29T a 30T.
Ve druhé polovině 90. let 20. století Škoda Dopravní technika rovněž modernizovala 46 starších tramvají Tatra T3 pro plzeňský a liberecký dopravní podnik.

### Trolejbusy

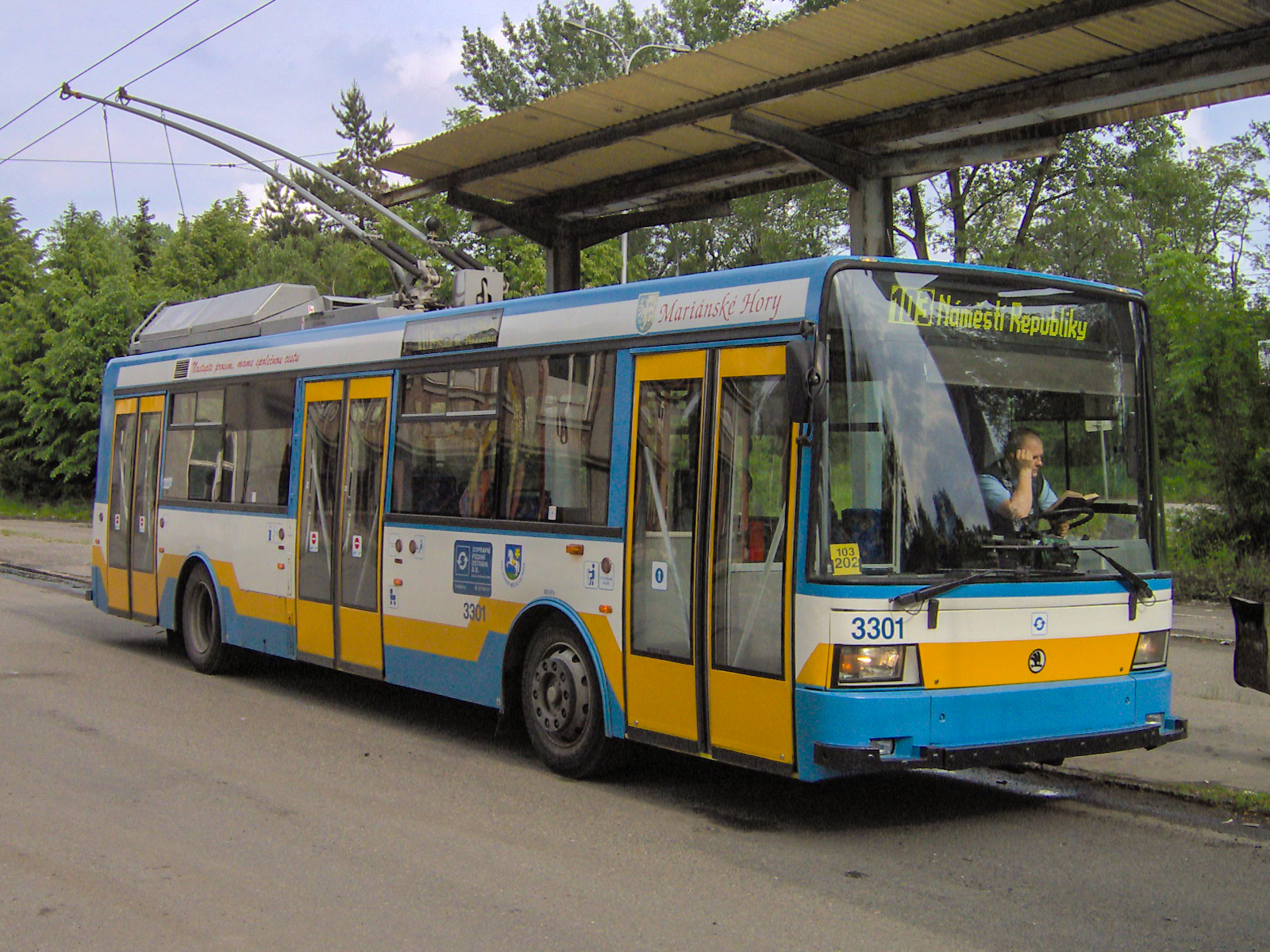
Trolejbus Škoda 21Tr v Ostravě

Škoda vyrábí trolejbusy od roku 1936 (typ Škoda 1Tr). Produkce nejprve probíhala v Plzni, od roku 1960 byl v provozu závod Škoda Ostrov. Od roku 2004 jsou trolejbusy vyráběny opět v Plzni společností Škoda Electric.

### Autobusy
- Škoda 21Ab

Podle použitého motoru značky Škoda se jmenují i některé typy autobusů, vyráběné společnostmi Karosa Vysoké Mýto, LIAZ Rýnovice a SVA Holýšov:
- Škoda 706 RO
- Škoda 706 RTO
- Karosa řady Š

### Traktory
- 1926: Škoda HT 30
- 1930–1936: Škoda HT 18
- 1931: Škoda HT 33
- 19??: Škoda HT 20
- 1937: Škoda HT 40

### Dělostřelecké tahače
- 1921–19??: Škoda U
- 1921–1923: Škoda Z
- 1935–1939: Škoda MTH
- 1932–1936: Škoda STH

### Vojenské nákladní automobily
- 1932–1935: Škoda L, Škoda 6L
- 1935–1939: Škoda 6 ST 6-L

### Děla

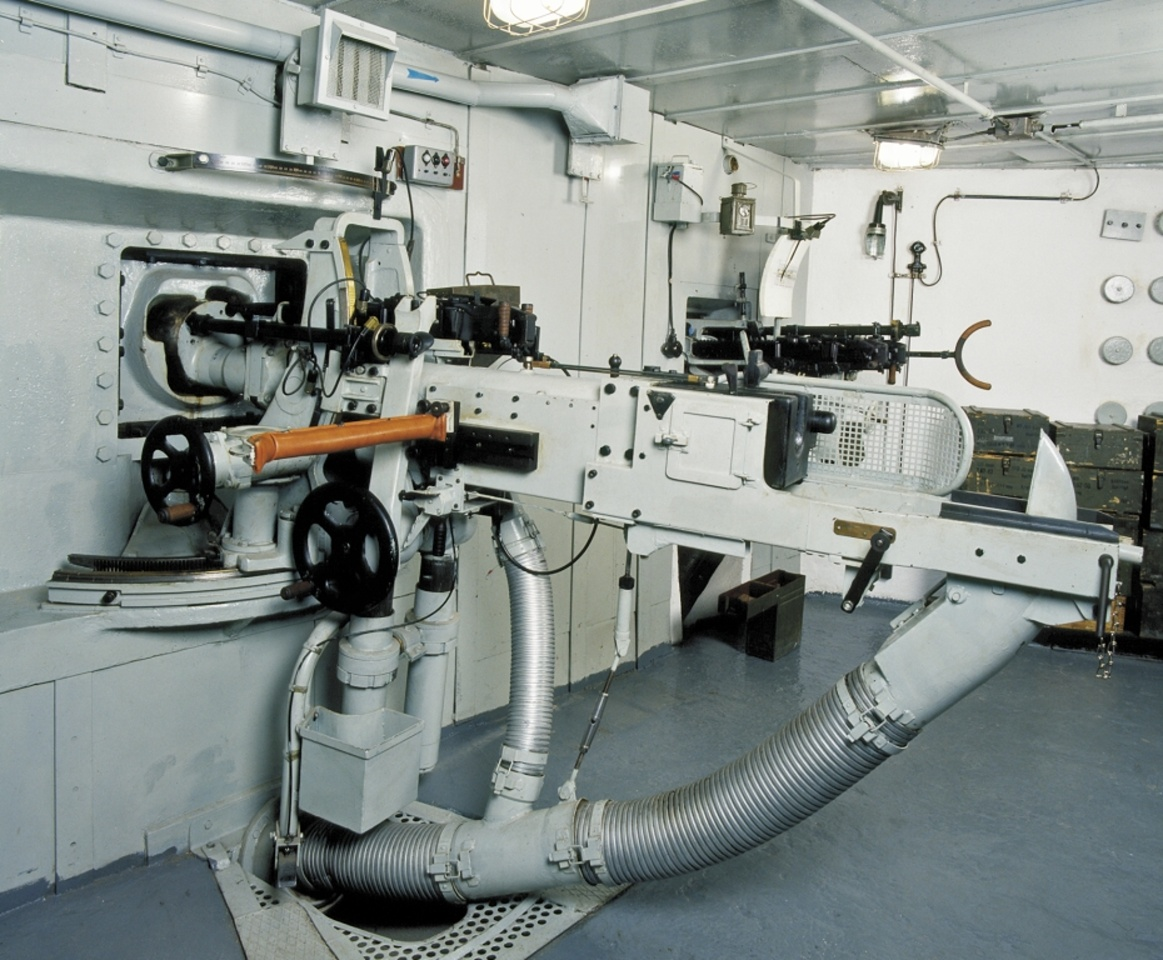
4cm kanón vz. 36 v pěchotním srubu MO-S 19 v Areálu čs. opevnění Hlučín-Darkovičky

Československé dělostřelectvo
- 3,7 cm protitankový kanón vz. 37
- 4cm kanón vz. 36
- 7,5cm polní kanón vzor 1911
- 7,5cm horský kanón M 15
- 8cm polní kanón M 17
- 10cm horská houfnice M 16
- 10cm houfnice vz. 38
- 10,5cm hrubý kanón vz. 35
- 10cm horská houfnice M 16/19
- 14cm minomet M 15
- 15cm hrubá houfnice M 14
- 21cm moždíř vz. 18
- 26cm minomet M 17
- 30,5cm moždíř vz. 11
- 38cm houfnice M 16

### Tanky
- LT vz. 35
- LT vz. 38 (konstrukce ČKD)
- T-21 (prototyp)

### Letadla
Letadlové oddělení v Plzni ve Škodových závodech vzniklo v roce 1925.
Došlo k dohodě o licenční výrobě francouzského typu Dewoitine D-21 C.1 a to pod označením Škoda D-1. Místo původního motoru HS 12Gb se montovala domácí obdoba HS 50, tedy Škoda L. Byl to jednomotorový, jednomístný, celokovový hornoplošník typu parasol se skořepinovou stavbou trupu. Konstrukce byla velmi odolná v polních podmínkách. Výzbroj sestávala jen ze dvou synchronizovaných kulometů. Vyrobeno bylo 25 ks. Stroje byly zařazeny krátce ke stíhacím jednotkám 4. LP, v letech 1931 až 1932 byly převedeny do učiliště v Prostějově a posléze pět z nich bylo převzato vznikajícími četnickými leteckými hlídkami.
Ve Škodovce ještě vznikly dva prototypy pozorovacího dvoumístného dvojplošníku P-2, jenž využíval některé prvky D-1, mimo jiné celé křídlo a část OP. Sériově se však nevyráběl a letecké oddělení zaniklo po ukončení výroby D-1.